# Pont de Ricey-Haut
Le pont de Ricey-Haut est un pont franchissant la rivière Laigne, situé aux Riceys, en France.

## Localisation
Le pont est situé sur la commune des Riceys, dans le département français de l'Aube.

## Historique
L'édifice est inscrit au titre des monuments historiques en 1996.